# 努阿里奧
努阿里奧（西班牙語：Nuario），是巴拿馬的城鎮，位於該國中南部，由洛斯桑托斯省的拉斯塔布斯區負責管轄，面積101.1平方公里，2010年人口182，人口密度每平方公里1.8人。